# Deka-Film
Die Deka-Film GmbH, Deutsche Kampffilm GmbH, war eine deutsche Filmproduktionsgesellschaft mit Sitz in Berlin.

## Geschichte
Die Deka-Film war eines der wenigen Filmproduktionsunternehmen, die in der Zeit des Nationalsozialismus in Deutschland gegründet wurde. Die nationalsozialistische Filmpolitik hatte die Tendenz, die Zahl der Unternehmen radikal zu verringern. Die Deka produzierte zunächst Propagandastreifen, nationalsozialistisch gefärbte Reportagen und von ihr sog. „Kulturfilme“, auch diese als Propaganda, für den Kampfbund für deutsche Kultur des Alfred Rosenberg.
Die erste Spielfilmproduktion der Deka war Hans Steinhoffs Kostüm- und Propagandafilm Der alte und der junge König mit Emil Jannings und Werner Hinz in den Hauptrollen. Danach produzierte die Firma – oft unter der Leitung von Rüdiger von Hirschberg oder Heinz-Joachim Ewert – eine Reihe weiterer, filmhistorisch und politisch meist belangloser Filme. Die Firma arbeitete mit ständig wechselnden Produktionsstäben und besaß keine eigenen Ateliers. Wiederholt eingesetzte Darsteller waren Georg Alexander, Lina Carstens, Paul Hörbiger, Curd Jürgens, Friedrich Kayßler, Maria Krahn, Ludwig Schmitz, Albrecht Schoenhals und vor allem Marina von Ditmar. 1942 wurde die Deka-Film – wie alle anderen noch verbliebenen deutschen Filmgesellschaften – dem UFA-Konzern einverleibt.

## Spielfilm-Produktionen
- 1934/35: Der alte und der junge König
- 1935: Der Mann mit der Pranke
- 1936: Moral
- 1936: Befehl ist Befehl
- 1936/37: Man spricht über Jacqueline
- 1936/37: Krach und Glück um Künnemann
- 1937: Liebe kann lügen
- 1938: Liebelei und Liebe
- 1938/39: Salonwagen E 417
- 1938/39: Der Mann mit dem Psst
- 1938/39: Das Lauffeuer
- 1939/40: Das Orchestrion
- 1939/40: Weltrekord im Seitensprung
- 1939/40: Angelika
- 1940: Der dunkle Punkt
- 1941: Alles für Gloria
- 1942/43: ...und die Musik spielt dazu